# Friedrich von Schwertzell
Georg Friedrich Karl Wilhelm Ludwig August Christian Schwertzell von und zu Willingshausen (* 19. Dezember 1784 auf Schloss Willingshausen; † 22. Januar 1858 ebenda) war ein deutscher Gutsbesitzer und Abgeordneter der kurhessischen Ständeversammlung.

## Leben

### Herkunft und Familie
Friedrich von Schwertzell entstammte dem hessischen Adelsgeschlecht von Schwertzell und war ein Sohn des Rittmeisters Georg Ludwig Schwertzell von und zu Willingshausen (1756–1833) und dessen Ehefrau Amalie Louise Freiin von Boyneburgk (1758–1825). Georgs Urgroßvater Johann (1657–1722) war Obervorsteher der Ritterschaft.
Friedrichs Geschwister waren:
- Wilhelm (1800–1872), Oberzolldirektor, Abgeordneter
- Wilhelmine Juliane Caroline (1787–1863) ⚭ 1809 Carl von Reutern
- Wilhelmine (1790–1849), Komponistin und Dichterin
- Marianne Caroline (1795–1868) ⚭ 1821 Wilhelm von Verschuer, Abgeordneter
- Charlotte (1797–1854) ⚭ 1820 Gerhardt Wilhelm von Reutern, Maler Freund Goethes.[1][2]

Friedrich heiratete im Jahre 1813 Auguste Mathilde von Boyneburg zu Stedtfeld (1794–1827). Der Ehe entstammten die Kinder:
- Juliane Emilie Wilhelmine Charlotte Friederike Kunigunde (1814–1820)
- Bernhard (1816–1849), Lieutenant, zuvor Zögling[3] an der Ritterakademie Brandenburg
- Wilhelmine Dorothea Marie Friederike Philippine (1818–1890)
- Georg Friedrich Carl Wilhelm Ludwig August Christian Gerhard (1820–1887), Kurhessischer Forstjunker
- Friedrich Wilhelm Emil Ludwig Otto (1823–1887)
- Anna Elisabeth Wilhelmine Sophie Luise Florentine (1826–1870), ⚭ 1852 Ernst von Verschuer

### Wirken
Friedrich war Schulkamerad und Studienkommilitone der Gebrüder Grimm und stellte seiner Schwester Wilhelmine Wilhelm Grimm vor, der sich mit ihr befreundete. So entwickelte sich eine Freundschaft zwischen den Familien Grimm und Schwertzell. Nach seiner Studienzeit wurde er kurhessischer Kammerherr und Oberforstmeister. Im Jahre 1833 erhielt er ein Mandat für die Kurhessische Ständeversammlung und kam für den Grafen Karl von Solms in dieses Parlament, wo er bis 1835 blieb.